# Клабуковка
Клабу́ковка (рос. Клабуковка) — село у складі Зоринського району Алтайського краю, Росія. Входить до складу Хмельовської сільської ради.

## Населення
Населення — 13 осіб (2010; 86 у 2002).
Національний склад (станом на 2002 рік):
- росіяни — 95 %